# Klakar
Klakar est un village et une municipalité située dans le comitat de Brod-Posavina, en Croatie. Au recensement de 2001, la municipalité comptait 2 417 habitants, dont 99,30 % de Croates ; le village de Rušćica, siège de la municipalité, comptait 1 145 habitants.

## Localités
La municipalité de Klakar compte 4 localités :
- Donja Bebrina
- Gornja Bebrina
- Klakar
- Rušćica